# Hertz-féle dipólus

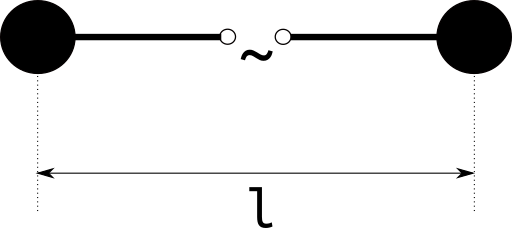
Hertz-féle dipólus

Hertz-féle dipólusnak nevezzük az olyan sugárzó elemet, amelynek l hossza sokkal kisebb λ hullámhossznál. A Hertz féle dipólus egy erősen rövidített antenna, a dipólusok végein kapacitív terhelés. A kapacitív terhelés és a rövidítés olyan mértékű, hogy az antenna teljes hosszán az I antennaáram állandó.
Mivel a Hertz-féle dipólus erősen rövidített antenna, így kicsi az antennanyeresége, iránykarakterisztikája kvázi-izotróp jellegű.
A Hertz-féle dipólus antennanyeresége {\displaystyle G\approx 1.5} azaz {\displaystyle G\approx 1.76dB}

## Matematikai összefüggések[1]
{\displaystyle l<<\lambda \Longrightarrow l<<{\frac {\lambda }{4}}}
A Hertz-féle dipólus sugárzási terében fellépő mágneses és elektromos vektor összetevői:
{\displaystyle E_{r}={\frac {{\frac {Z_{0}}{2\pi }}Il}{r^{2}}}cos{{\biggl (}1+{\frac {1}{j\beta r}}{\biggr )}}}
{\displaystyle E_{\vartheta }={\frac {{\frac {Z_{0}}{2\pi }}I}{r}}-{\frac {1}{\lambda }}\sin \vartheta {\biggl (}1+{\frac {1}{j\beta r}}-{\frac {1}{\beta ^{2}r^{2}}}{\biggr )}}
{\displaystyle H_{\varphi }=j{\frac {Il}{2r\lambda }}sin\vartheta {\biggl (}1+{\frac {1}{j\beta r}}{\biggr )}}
Nagy r távolságok esetén az {\displaystyle {\frac {1}{r^{2}}}} illetve az {\displaystyle {\frac {1}{r^{3}}}} tényezőjű tagok elhanyagolhatóak, úgyhogy a távoltérben:
{\displaystyle E_{\vartheta }={\frac {{\frac {Z_{0}}{2\pi }}I}{r}}-{\frac {1}{\lambda }}\sin \vartheta }
{\displaystyle H_{\varphi }=j{\frac {Il}{2r\lambda }}sin\vartheta ={\frac {E}{Z_{0}}}}
ahol {\displaystyle Z_{0}={\sqrt {\frac {\mu _{0}}{\varepsilon _{0}}}}=377\Omega } az üres tér hullámellenállása.
A Hertz-féle dipólus sugárzási ellenállása
{\displaystyle R_{R}=80\pi ^{2}{\biggl (}{\frac {l}{\lambda }}{\biggr )}^{2}}